# あやめ池神社
あやめ池神社（あやめいけじんじゃ）は、奈良県奈良市あやめ池南九丁目にある神社。

## 社名
かつては漢字表記の「菖蒲池神社」が正式名称だったため、境内の石碑などにそのような表記が見られる。
別名として、
- 市杵島姫神社
- 弁財天社

などが見られる。

## 祭神
- 市杵島姫命（弁財天）
- 菅原道真公
- 野見宿弥命

## 由緒
『日本書紀』巻第二十二推古天皇15年（607年）の条に、「是の歳の冬に、倭国に高市池・藤原池・肩岡池・菅原池を作る」とあり、その菅原池（現在の蛙股池）の守護神として市杵島姫命が祀られたのに始まるとされる。

## 歴史
神社創建以前から、蛙股池の守護神として弁財天小祠が存在していた。
- 17世紀頃（元禄期） - 喜光寺の鎮守菅原天満宮の境内社として奉斎される。
- 19世紀頃（文化期） - 現在の地に奉遷される。
- 1927年（昭和2年） - あやめ池遊園地の開設に伴い神殿と拝殿が造営される。
- 1948年（昭和23年） - 戦後の混乱による荒廃からの復興が試みられたが、数年で頓挫し、その後は暴走族のたまり場になるなど荒廃状態が続く。
- 1980年（昭和55年） - 宮司の依頼に応じた地元自治会有志が復興事業に着手、菅原道真公と野見宿弥命を合祀し、大祭などの諸行事を復興させる。
- 1981年（昭和56年） - 奉賛会が発足。あやめ池地区自治連合会と連携し、10月には周辺各団体の協力も得て社殿、石鳥居、手水舎が造営される。

以来、定期的に祭事が催され、地域の氏神として慕われている。

## 摂末社

### 祠
- 弁財天小祠
  - 祭神：福寿弁財天
  - 本殿脇に所在。サンスクリット語の真言が記されており、神社奉遷以前に見られた神仏習合の姿を留めている。

## 祭事
- 元旦祭（1月1日）
- 大とんど祭（1月中旬）
- 弁天祭（7月7日） - 「夏祭り」とも称される。
- 秋季大祭（10月第2日曜日） - 「秋祭り」とも称される。

## その他
あやめ池小学校に隣接していることから地域の子供との繋がりも深く、大祭では周辺の子供会やボーイスカウト奈良18団などの各種団体、地元自治会の支援により五台の子ども神輿が地域を廻る。

## 交通
鉄道
近鉄奈良線菖蒲池駅より徒歩6分
バス
奈良交通「蛙股池」バス停より徒歩2分